# Harundan
Harundan är ett vattendrag i norra Dalarna cirka 25 km norr om Idre. 
Harundan har sin upprinnelse i Harundsjön som även kallas för Stenåssjön. Harundan  rinner ihop med Grundån, ca 5 km söder om Grundagsätern, och ansluter till Storån strax söder om Foskros.